# 大樹町
大樹町（日语：／ Taiki chō */?）是位於北海道十勝綜合振興局南部的町，為迷你排球的發源地。西部為日高山脈，東部為面向太平洋的平原，其沿海區域散布多個沼澤。大樹町的宣傳標語為「通往宇宙的町」，並積極招攬航空和太空相關領域的實驗和飛行測試。日本宇宙航空研究開發機構（JAXA）和大學等研究機構主要在大樹町多目的航空公園進行實驗。
町名源自於阿伊努語的「tay-ki-us-i」，意思為許多大樹生長的地方或跳蚤很多的地方。

## 歷史
- 1906年4月1日：廣尾郡茂寄村、當緣郡大樹村、歷舟村以及當緣村的部份區域合併為廣尾郡茂寄村，並成為二級村。[5]
- 1926年6月1日：茂寄村改名為廣尾村。[6]
- 1928年10月1日：大樹村從廣尾村分割獨立設置村。
- 1930年：國鐵廣尾線通車，大樹車站開始營運。
- 1949年8月20日：忠類村從大樹村分割獨立設置。
- 1951年4月1日：改制為大樹町。
- 1955年4月1日：十勝郡大津村廢村，部份區域被併入。
- 1987年：廣尾線停駛。

## 交通

### 機場
- 帶廣機場（位於帶廣市）

### 鐵路
- 北海道旅客鐵道
  - 廣尾線 ：大樹車站，已於1987年停駛。

### 道路
| 一般國道 - 國道236號 - 國道336號 主要地方道 - 北海道道15號幕別大樹線 - 北海道道55號清水大樹線 | 道道 - 北海道道210號尾田豐頃停車場線 - 北海道道319號生花大樹線 - 北海道道501號旭濱大樹停車場線 - 北海道道622號幸德大樹停車場線 - 北海道道657號美成忠類停車場線 - 北海道道773號萌和大樹停車場線 - 北海道道881號線 - 北海道道1002號光地園尾田線 - 北海道道1037號廣尾大樹線 |

## 觀光景點

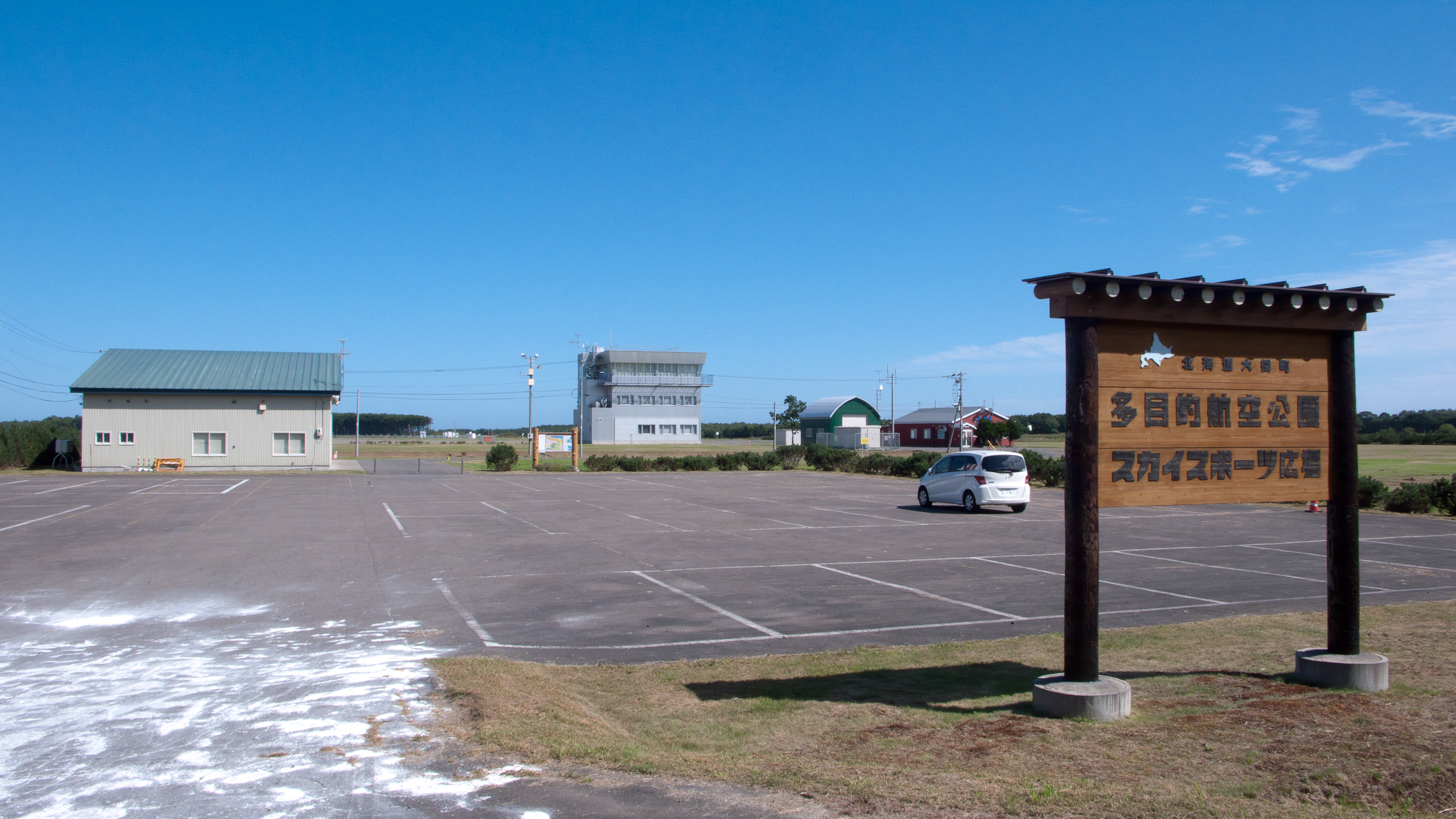
大樹町多目的航空公園暨飛行運動廣場（JAXA大樹航空宇宙實驗場）

| - 神居古潭公園露營地 - 挖砂金體驗地 - 萠和森林公園 - 晩成海岸 - 晩成温泉 - 晩成露營地 - 晩成原生花園 - 大樹町多功能航空公園 | - 大樹遺跡出土遺物（北海道指定有形文化財）：大樹町圖書館收藏 - （北海道指定史跡） |

## 教育

### 高等學校
- 道立北海道大樹高等學校

### 中學校
| - 大樹町立尾田學校 | - 大樹町立大樹中學校 |

### 小學校
| - 大樹町立石坂小學校 - 大樹町立尾田小學校 | - 大樹町立大樹小學校 - 大樹町立中島小學校 |

## 姊妹、友好城市

### 日本
- 相馬市（福島縣）

### 海外
- 大樹區（台灣高雄市）[7]